# ویدیتسه (ناحیه کوتنا هورا)
ویدیتسه (به چکی: Vidice) یک منطقهٔ مسکونی در جمهوری چک است که در ناحیه کوتنا هورا واقع شده‌است.